# 骨軟骨腫
骨軟骨腫（こつなんこつしゅ、英：osteochondroma、独：Osteochondrom）は、軟骨性外骨腫あるは単に外骨腫（がいこつしゅ、英：exostosis）ともいい、原発性骨腫瘍のうちで最も発生頻度の高い良性の腫瘍である。

## 概要
骨軟骨腫が生じると、骨外へ広がり、様々な形状の骨状腫瘤を形成する。性別では男性の方がやや多く、年齢では10歳代に最も多く見られる。単発性と多発性とに分けられ、単発例が約70%、多発例は約30%の割合で発生する。単発例の好発部位は脛骨近位骨幹端で、他に大腿骨、上腕骨、手指の指骨、肩甲骨などにも生じる。多発例においては遺伝性、家族性として起こることがある。

### 症状
骨性の硬い腫瘤、疼痛、関節の可動性制限などが現れる。多発例では四肢の変形、短縮などを生じることがある。爪の下に発症する爪下外骨腫では爪の変形を伴う。
X線像では正常骨の骨皮質と連続して骨外へ膨隆する腫瘍陰影が確認でき、その形状には球状、きのこ状、台地状、珊瑚状など様々なものがある。腫瘍と骨髄もまた連続を成している。病理組織学的には腫瘤の頂上部に軟骨帽と呼ばれる軟骨組織を持つようになる。この軟骨組織は骨端軟骨と類似したものであり、その下層において軟骨内骨化、骨形成、骨髄形成が認められる。

### 治療
多発性の骨軟骨腫では、症例の10％程度に悪性の軟骨肉腫への移行が見られるため、注意を要する。痛みや運動機能障害などの支障がある場合は、症状のある部位に切除術を施す。